# Мэри Ливингстон
«Мэри Ливингстон» (англ. Bonny Baby Livingston; Child 222, Roud 100) — народная баллада шотландского происхождения. Фрэнсис Джеймс Чайлд в своём собрании приводит пять её варианта, самый ранний из которых датируется 1800 годом: из сборников Бьюкена, Мазеруэлла, Кэмпбелла и Кинлоха, а также из манускрипта Джемисона-Браун. Интересно, что позже миссис Браун, которая была источником информации для Роберта Джемисона, прислала ему в письме слегка другую версию этой баллады, комментируя это тем, что смогла вспомнить её целиком.
Изменив имя героини, на русский язык балладу перевёл Игнатий Михайлович Ивановский.

## Сюжет
Мэри Ливингстон (в оригинальных вариантах героиню зовут Барбара, Энни или Бэби), живущую в Данди, похищает и увозит в свой замок горец Гленлион (Линлион, Глендиннинг). Он пытается добиться улыбки от убитой горем девушки, но та лишь просит вернуть её домой. Шотландец заявляет, что она не увидит родные края, пока не выйдет за него замуж. Его брат Джон не одобряет брак без взаимной любви, но Гленлион непреклонен: он долго любил её и своё намерен получить. В замке Мэри тепло принимают три сестры похитителя, и она открывает младшей причину её горя. Та помогает ей написать и доставить в Данди письмо для возлюбленного по имени Джонни Хэй. Тот с вооружённым отрядом торопится на выручку. Мэри спускается к нему из окна на связанных простынях. Гленлион, слыша звон сбруи, полагает, что приехал священник, однако его брат поправляет, говоря, что у ворот — вооружённые люди, и их достаточно, чтобы отразить любую агрессию со стороны хозяев замка. Мэри со своим спасителем благополучно возвращаются в Данди — однако такой финал присутствует только в одном варианте баллады. В остальных она завершается более мрачно: похититель силой принуждает девушку к соитию, а когда прибывает помощь (возлюбленный по имени Джорди или же брат девушки Джемми), та уже оказывается мертва.
Похищение девушки с целью принудительной женитьбы было распространено во многих обществах, что, соответственно, привело к повсеместному появлению подобных сюжетов в фольклоре. Этот же мотив присутствует в следующих трёх балладах по нумерации Чайлда: «Eppie Morrie» (Child 223) «The Lady of Arngosk» (Child 224) и «Rob Roy» (Child 225).